# Городоцька центральна районна бібліотека
Городоцька центральна районна бібліотека — це публічна, культурно-освітня, інформаційна установа. Заснована в 1934 році. Розташована у світлому просторому приміщенні в центрі міста Городок Хмельницької області.

## Історія
Історія бібліотек Городоцького району сягає в 20 — ті роки XX століття. Першим вогником просвіти і культури в Городку стала хата-читальня. В 1927 році в невеличкому будинку, де нині побудований ресторан знаходилася хата-читальня, якою завідував Клеймам Ісаак Борисович, а помічником його була Новікова Клара. При хаті-читальні існувала комсомольська школа.
Першу бібліотеку в Городку створено в 1934 році, яка знаходилася у будиночку по вул. Грушевського, 51 (сучасна адреса), де зараз побудовано нічний бар «Мрія».
У 1941 році бібліотека була розміщена в 4 кімнатах. Книжковий фонд налічував близько 10 тисяч книг. Завідувала бібліотекою Хана (прізвище не встановлено), один працівник в читальному залі, два на абонементі.
У 1944 році відновлюється бібліотека, яка знаходилася по вул. Грушевського 63. Зав. бібліотекою призначено Залуцьку Теофілію Юліанівну, бібліотекарем Ніну Селезньову.
У 1946 році до послуг населення м. Городка книжковий фонд бібліотеки налічував 4518 примірників книг, обслуговували 835 читачів, яким видавалося 18 525 примірників. А в І947 році обслуговували понад 2510 читачів. Директором працював Шостак Борис Якович.
У 1952 році Городоцьку районну бібліотеку очолила Гуменна Ольга Захарівна.
З 1954 року районна дитяча бібліотека відокремилась від дорослої бібліотеки, їй виділили окремий книжковий фонд і приміщення в будинку колишньої довоєнної бібліотеки. А районна бібліотека для дорослих перейшла в окремий приватний будинок, де тепер знаходиться центр зайнятості. Книжковий Фонд в той період нараховував близько 19 422 примірників книг, обслуговували 1150 читачів.
У 1964 році бібліотека для дорослих переходить в приміщення РБК, де розмістилася у 5 кімнатах.
У 1974 році розпочалася централізація бібліотечної роботи. Бібліотеки Городоччини першими на Хмельниччині об'єдналися в централізовану бібліотечну систему, яку очолила Гуменна О. З.
При районній бібліотеці створено: методично — бібліографічний відділ, відділ комплектування та обробки книжкових фондів, відділ організації єдиного фонду, а також організовано технічний відділ та введена посада художника-оформлювача.
Для кращого обслуговування читачів було закуплено бібліобус, який обслуговував читачів підприємств та організацій міста, всього — 20 бібліотечних пунктів.
У 1978 році системі було присвоєно звання «Централізована система відмінного бібліотечного обслуговування».
У 1982 році центральна районна бібліотека та районна бібліотека для дітей перейшли в новозбудоване триповерхове приміщення.
У 1989 році Солотковська Н. М. стає директором ЦБС.
16 вересня 2004 року відбулося відкриття інтернет-центру.

## Основні показники роботи
Фонд — 71 777 примірників літератури.
Користувачів — 4 608.
Книговидача — 79 588.
Відвідування — 31 390.

## Відділи
- Організаційно-методичний відділ
- Відділ обслуговування
- Краєзнавчий сектор
- Інтернет-центр
- Відділ упорядкування і формування фондів

## Розпорядок роботи
Щодня з 9:00 до 18:00 за адресою: 32000 Хмельницька обл. м. Городок, вул. Грушевського 51